# Philopotamidae
De Philopotamidae zijn een familie van schietmotten (Trichoptera).

## Onderfamilies
- Chimarrinae
- Paulianodinae
- Philopotaminae

## Geslachten
De  geslachten met gedefinieerde pagina staan hieronder vermeld met het (globaal) aantal soorten tussen haakjes.
- Alterosa  (22)
- Archiphilopotamus  (2)
- Baga  (2)
- Cryptobiosella  (4)
- Chimarra Stephens, 1829 (638)
- Chimarrhodella  (12)
- Dolomyia  (1)
- Dolophilodes  (54)
- Dolopsyche  (1)
- Edidiehlia  (1)
- Electracanthinus  (1)
- Fumonta  (1)
- Gunungiella  (72)
- Hydrobiosella  (30)
- Kisaura  (41)
- Kulickiella  (1)
- Neobiosella  (1)
- Philopotamus  (11)
- Prophilopotamus  (1)
- Rossodes  (1)
- Sisko  (2)
- Sortosa  (20)
- Thylakion  (4)
- Ulmerodina  (1)
- Wormaldia  (165)
- Xenobiosella  (1)